# Dora Brandenburg-Polster

Dora Polster

Dora Brandenburg-Polster (* 9. August 1884 in Magdeburg; † 18. März 1958 in Böbing) war eine deutsche Illustratorin, Malerin und Grafikerin.

## Leben
Dora Polster besuchte zunächst die Zeichenschule in Eisenach und studierte ab 1902 bis 1907 an den Lehr- und Versuch-Ateliers für angewandte und freie Kunst bei Wilhelm von Debschitz in München. Danach war sie als Mitarbeiterin bei Debschitz angestellt und arbeitete auf allen Gebieten des Kunstgewerbes und der Innenarchitektur. Bekannt wurde sie mit Holzschnitten und Lithographien und Arbeiten für die Schwabinger Schattenspiele, ein von Alexander von Bernus gegründetes Figurentheater.
Ab 1908 war Dora Polster als freischaffende Künstlerin tätig. Sie wandte sich seit dieser Zeit vermehrt der Landschafts- und Tiermalerei zu.
1911 heiratete sie den Schriftsteller Hans Brandenburg, dessen Werke über den Neuen Tanz (u. a. „Der moderne Tanz“) von ihr illustriert wurden, ebenso wie zahlreiche weitere Bücher, u. a. von Josef Ponten, Annette von Droste-Hülshoff und Karl Stieler („Ein Winteridyll“) oder 120 Illustrationen zu Grimms Märchen.
Im Jahr 1918 hat das Museum Folkwang in Hagen eine Ausstellung mit Grafiken, Aquarellen und gestickten Broschen der Künstlerin veranstaltet. 1937 wurde in der Nazi-Aktion „Entartete Kunst“ aus der Anhaltinische Gemäldegalerie Dessau, dem Städtischen Kunst- und Gewerbemuseum Dortmund, dem Museum Folkwang Essen, dem Kestner-Museum Hannover, dem Kaiser Wilhelm-Museum Krefeld und dem Kaiser-Friedrich-Museum Magdeburg Bilder beschlagnahmt. Die konkreten Gründe dafür sind nicht ersichtlich. Dora Brandenburg-Polster war weiter Mitglied der Reichskammer der bildenden Künste. Ihre Teilnahme an neun Ausstellungen ist sicher nachgewiesen.

## 1937 als „entartet“ beschlagnahmte Werke
- Sommernachmittag (Tafelbild, zerstört)
- Apfelernte (Aquarell, zerstört)
- Frauenopfer (Lithografie, aquarelliert, 1915. Blatt 8 der 3. Mappe Kriegsbilderbogen deutscher Künstler, Goltzverlag, München, 1915; Beschlagnahme der Mappe)